# Cereopsius vivesi
Cereopsius vivesi är en skalbaggsart som beskrevs av Stefan von Breuning 1981. Cereopsius vivesi ingår i släktet Cereopsius och familjen långhorningar.
Artens utbredningsområde är Filippinerna. Inga underarter finns listade i Catalogue of Life.